# Торета
Торѐта (на италиански: Torretta, на сицилиански Turretta, Турета) е малко градче и община в Южна Италия, провинция Палермо, автономен регион и остров Сицилия. Разположено е на 325 m надморска височина. Населението на общината е 4215 души (към 2010 г.).